# Miljkovići (Velika Kladuša)
Miljkovići falu Bosznia-Hercegovinában, a Bosznia-hercegovinai Föderáció Una-Szanai kantonjában. Közigazgatásilag Velika Kladušához tartozik.

## Fekvése
Bosznia-Hercegovina északnyugati részén, Bihácstól légvonalban 42, közúton 60 km-re északra, Velika Kladušától légvonalban és közúton 1 km-re északra, a horvát határ mentén, a Kladušica-patak partján fekszik. 

## Népessége
| Nemzetiségi csoport | Népesség 1991 | Népesség 2013 |
| ------------------- | ------------- | ------------- |
| Szerb               | 50            | 3             |
| Bosnyák             | 2424          | 2114          |
| Horvát              | 22            | 38            |
| Jugoszláv           | 88            | 0             |
| Egyéb               | 38            | 362           |
| Összesen            | 2622          | 2517          |